# 北開普省
北開普省 ，是南非九個省之一，前身是開普省。该省与南非的其中兩個鄰國——纳米比亚以及博茨瓦纳接壤。面積361,830平方公里（全國第一），2001年人口為822,726人（全國最少）。首府及最大城市金伯利。

## 重要市镇
- 金伯利（Kimberley）

## 行政
現任北開普省省長為來自非洲人國民大會的薩馬尼·索爾。

### 行政區劃

北開普省的區級市

北開普省劃分為5個區級市如下：
- 纳马夸区自治市（英语：Namakwa District Municipality）
- 皮克斯利·卡·塞梅区自治市（英语：Pixley ka Seme District Municipality）
- 兹韦莱恩特拉恩加·法特曼·姆格卡伍区自治市（英语：ZF Mgcawu District Municipality）
- 弗朗西丝·巴尔德区自治市（英语：Frances Baard District Municipality）
- 约翰·陶洛·加埃泽韦区自治市（英语：John Taolo Gaetsewe District Municipality）

## 外部連結
- Northern Cape Tourism（页面存档备份，存于）
- NC Provincial Government（页面存档备份，存于）

30°S 22°E / 30°S 22°E